# Theatre Play Music
Theatre Play Music – drugi album zespołu Contemporary Noise Quintet (wydany pod nazwą Contemporary Noise Quartet) z muzyką napisaną do spektaklu „Miłość ci wszystko wybaczy” w reżyserii Przemysława Wojcieszka. Przedstawienie jest grane w Teatrze „Polonia” w Warszawie.

## Lista utworów
1. „Main tune”
2. „Bitches tune”
3. „Tango lesson”
4. „Main tune II”
5. „Gramophone”
6. „Chinese customer”
7. „Chilly tango”
8. „Bitches tune II”
9. „Main Tune (waltz version)”

## Twórcy
- Bartek Kapsa – perkusja
- Kuba Kapsa – pianino, melodyka, organy solina
- Kamil Pater – gitara
- Patryk Węcławek – kontrabas